# Список графов и герцогов Пентьевр

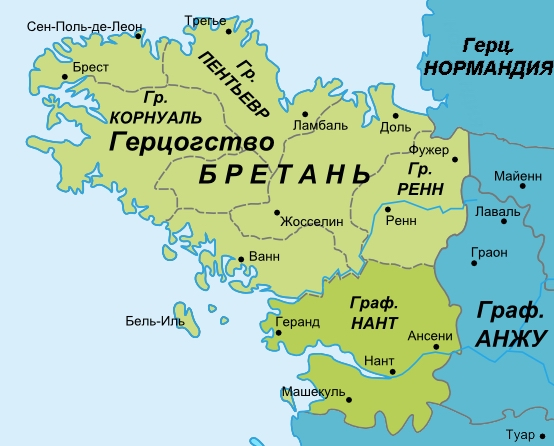
Графство Пентьевр на карте Бретани

Графство Пентьевр (фр. Penthièvre) — бретонское владение, расположенное на севере герцогства, между Сен-Мало и графством Леон. Герцог Ален III Бретанский отдал графство во владение своему брату Эду в 1035 году, которое таким образом образовало младшую линию Бретанского владетельного дома.

## Графы Пентьевр

### Реннский дом
- 1035—1079: Эон I де Пентьевр (Эд I Пентьевр) (999—1079), сын Жоффруа I де Бретань регент Бретани в 1040—1047 годы. Муж Агнессы, дочери Алена Каньяр, графа Корнуэля
- 1079—1093: Жоффруа I де Пентьевр (? — 1093), сын Эда I
- 1093—1120: Этьен I де Пентьевр (1055—1137), сын Эда I. Муж Гавизы (Havoise) Генган.
- 1120—1148: Жоффруа II де Пентьевр (? — 1148), сын предыдущего
- 1148—1162: Риваллон де Пентьевр (? — 1162), сын предыдущего
- 1162—1164: Этьен II де Пентьевр (? — 1164), сын предыдущего
- 1164—1177: Жоффруа III де Пентьевр (? — 1177), брат предыдущего
- 1177—1212: Ален I д'Авогур (1151—1212), двоюродный брат предыдущего, сын Генриха де Пентьевр (−1183) сына Этьена I. Муж Петронилы де Бомон.

- 1212—1230: Генрих II д’Авогур (1205—1281), сын предыдущего

Владел графством Пентьевр де-факто лишь до 1214 года, когда графство было отобрано герцогом Бретани Пьером Моклерком.

#### Сеньоры д’Авогур
- 1230—1267: Ален II д’Авогур (? — после 1267), сын Генриха II
- 1267—1301: Генрих III д'Авогур (1260—1301), сын предыдущего
- 1301—1331: Генрих IV д’Авогур (1280—1331), сын предыдущего
- 1331—1384: Жанна де Пентьевр, внучка Генриха IV

### Дом де Дрё(Капетинги)
- 1230—1237: Пьер Моклерк (1191—1250), герцог Бретани, сын Роберта II, графа Дрё, муж Аликс де Туар, герцогини Бретани и внучки Конана IV, герцога Бретани
- 1237—1272: Иоланда Бретонская (1218−1272), дочь предыдущего, жена Гуго XI де Лузиньян
- 1272—1286: Жан I Бретонский (1217—1286), брат предыдущей, муж Бланки Наваррской
- 1286—1305: Жан II Бретонский (1240—1305), сын предыдущего, муж Беатрисы Английской
- 1305—1312: Артур II Бретонский (1262—1312), сын предыдущего, муж Марии, виконтессы Лиможской
- 1312—1331: Ги VII (граф Пентьевр) (1287—1331), сын предыдущего, виконт Лиможа и граф Пентьевр муж Жанны д’Авогур (1300 −1327), дочери Генриха IV д’Авогур.
- 1331—1384: Жанна де Пентьевр (1319—1384), дочь предыдущего, виконтесса Лиможа, графиня Пентьевр и д’Авогур. Жена Карла Блуа-Шатильон (? — 1364)

### Дом Блуа-Шатильон
- 1384—1404: Жан I де Шатильон (1340—1404), сын предыдущей. Муж Маргариты Клиссон, дочери Оливье V де Клиссон
- 1404—1433: Оливье де Шатильон (? — 1433), сын предыдущего
- 1433—1454: Жан де Л’Эгль (? — 1454), брат предыдущего
- 1454—1479: Николь де Шатильон (1424—1479), племянница предыдущего, дочь Карла де Шатильон. Жена Жана II Кисти (1423—1482), сына Жана I де Брос

### Дом Кисти
- 1454—1482: Жан II де Бросс (1423—1482), муж Николь де Шатильон
- 1482—1502: Жан III де Бросс (Brosse) (? — 1502), сын предыдущего. Муж Луизы де Лаваль
- 1502—1525: Рене де Бросс (? — 1525), сын предыдущего. Муж Жанны де Коммен, дочери Филиппа де Коммин
- 1525—1566: Жан IV де Бросс (? — 1566), сын предыдущего

## Герцоги Пентьевр

### Дом Люксембург
- 1566—1569: Себастьян Люксембург (? — 1569), племянник предыдущего, сын Франсуа де Люксембург, виконта Мартиг, и Шарлотты де Брос. Муж Марии де Бокер
- 1569—1623: Мария Люксембург (1562—1623) жена Филиппа-Эммануэля де Лотарингского (1558—1602), герцог Меркёр

### Лотарингский дом
- 1576—1602: Филипп-Эмануэль Лотарингский (1558—1602), герцог де Меркёр и Пентьевр. Муж Марии де Люксембург (1562—1623)
- 1602—1669: Франсуаза Лотарингская (1592—1669) жена Цезаря Вандом (1594—1665)

### Бурбон-Вандом
- 1608—1665: Сезар де Вандом (1594—1665) муж Франсуазы Лотарингской (1592—1669)
- 1665—1669: Луи II Вандом (1612—1669) сын предыдущего, муж Лауры Манчини
- 1669—1712: Луи III Жозеф Вандом (1654—1712) сын предыдущего. Муж Марии-Анны де Бурбон-Конде (1678—1718)

### Герцоги Пентьевр-Бурбон
- 1698—1737: Луи Александр (1678—1737), граф Тулузский (1681), герцог Пентьевр (1697), герцог Рамбуйе (1711), внебрачный сын Людовика XIV и мадам де Монтеспан.
- 1737—1793: Луи Жан Мари (1725—1793), сын предыдущего, герцог Пентьевр и Рамбуйе.

### Орлеанский дом
- 1820—1828: Шарль Орлеанский (1820—1828), 4-й сын Луи-Филиппа I
- 1845—1848: Пьер Орлеанский (1845—1919), герцог Пентьевр, сын Франсуа Орлеанского (1818—1900) принца Жуанвиль и Франсуазы дочери Педро I Бразильского.